# The Nature of Things
A natureza das coisas (também, a natureza das coisas com David Suzuki ) é uma série de programas documentais da televisão canadense. Ele estreou na CBC Television em 6 de novembro de 1960. Muitos dos programas documentam a natureza e o efeito que os humanos têm sobre ela, embora o escopo geral do programa inclua documentários sobre qualquer aspecto da ciência . O programa "foi um dos primeiros programas tradicionais a apresentar evidências científicas sobre várias questões ambientais, incluindo energia nuclear e engenharia genética". A série tem o nome de um poema épico do filósofo romano Lucrécio: "De rerum natura" - Sobre a natureza das coisas. 

## História
O primeiro apresentador foi Donald Ivey, com Patterson Hume co-apresentando muitos episódios. Após a saída de Ivey, a segunda temporada continuou com vários anfitriões convidados, incluindo Lister Sinclair, Donald Crowdis e John Livingston .  Desde 1979, foi hospedado por David Suzuki. A série ganhou muitos prêmios e a Suzuki ganhou três prêmios Gemini e um prêmio ACTRA como melhor apresentador. O documentarista William Whitehead também tem sido um escritor frequente para a série. 
Quando Suzuki assumiu como o anfitrião do show em 1979, ele relutantemente deixou o programa de rádio chamado Quirks and Quarks . Ele gostava do rádio como mídia porque era menos restrito quando comparado à televisão, mas viu benefícios em mudar para a televisão. Ele afirmou que a televisão teve um impacto maior à medida que atingiu mais pessoas, e isso foi importante porque ele queria tornar a ciência acessível ao público em geral. O objetivo de A Natureza das Coisas, com David Suzuki, era traduzir a confusa e complexa linguagem científica em conceitos que o público em geral poderia entender. Isso daria às pessoas as informações necessárias para tomar decisões informadas sobre como a ciência e a tecnologia deveriam ser gerenciadas.  Há um novo episódio a cada semana que contribui para uma compreensão científica de como o mundo funciona. Eles são criados não apenas para entretenimento, mas também para incentivar e popularizar a educação. 

## Episódios notáveis
- Wild Africa, um episódio de 1970 que ganhou o Canadian Film Award de Melhor Documentário
- Reefer Madness 2, os efeitos da maconha medicinal e das pessoas que lidam com sua legalização, 15 de outubro de 1998
- "A investigação da Swissair 111 ", 2 de setembro de 2003 [6]
- O admirável mundo novo de Darwin, um documentário em três partes sobre a vida de Charles Darwin, em sua obra The Origin of Species, 1 de novembro de 2009
- "The Downside of High", os efeitos negativos da maconha para a doença mental, 2010
- "Unangling Alzheimer's ", uma investigação médica de uma perspectiva muito pessoal, 2013 [7]
- Wild Canada, uma minissérie de quatro partes com foco em imagens de vídeo de alta definição da natureza e da vida selvagem do Canadá, que foi ao ar em 2014.